# Marc Fortier
Marc Fortier (* 26. Februar 1966 in Sherbrooke, Québec) ist ein ehemaliger kanadischer Eishockeyspieler und derzeitiger -trainer. Während seiner aktiven Karriere zwischen 1983 und 2005 spielte er unter anderem für die Québec Nordiques, Ottawa Senators und Los Angeles Kings in der National Hockey League sowie die Eisbären Berlin und Frankfurt Lions in der Deutschen Eishockey Liga.

## Karriere

### Als Spieler
Fortier begann seine Karriere 1983 in der kanadischen Juniorenliga Québec Major Junior Hockey League, wo er bei den Chicoutimi Saguenéens unter Vertrag stand. Dort gehörte der Center zu den besten Offensivspielern der Liga. Bereits in seiner ersten Saison gelangen ihm 46 Scorerpunkte in 64 Spielen. Diese Punktausbeute konnte er in den folgenden Jahren weiter ausbauen. Seine beste Spielzeit im Trikot der Saguenéens war zugleich seine letzte. In der Spielzeit 1986/87 erzielte er in 65 Partien 201 Scorerpunkte. Trotz der guten Leistungen wurde Fortier nie von einer Franchise der National Hockey League gedraftet.
Im Sommer 1987 unterschrieb er einen Vertrag bei den Québec Nordiques aus der National Hockey League. Die Verantwortlichen der Nordiques setzten den Rechtsschützen zunächst jedoch bei deren damaligen Farmteam, den Fredericton Express, in der American Hockey League ein. Erst in seiner zweiten Saison konnte sich der Kanadier bei den Québec Nordiques etablieren. In der Saison 1987/88 wurde er 57 Mal in der NHL eingesetzt und erzielte dabei 39 Punkte. In den folgenden Jahren spielte Fortier sowohl in der NHL, als auch in der AHL. Da der endgültige Durchbruch bei den Nordiques ausblieb, schloss er sich zur Saison 1992/93 den Ottawa Senators an. In den zwei Spielzeiten in Ottawa trug er allerdings nur zehn Mal das Trikot der Senators und ging stattdessen überwiegend für die damaligen Farmteams in der International Hockey League und der American Hockey League aufs Eis.
Fortier absolvierte in der Saison 1994/95 vier Spiele für das Team Canada, wurde jedoch nicht für die Eishockey-Weltmeisterschaft 1995 nominiert. In den vier Partien, die er absolvierte, konnte er ein Tor und drei Assists erzielen.
Während der gleichen Spielzeit wechselte er nach Europa zum Zürcher SC in die Schweizer Nationalliga A. Drei Jahre später verließ er die Schweiz wieder und ging nach Deutschland, wo ihn die Verantwortlichen der Eisbären Berlin unter Vertrag nahmen. Bei den Eisbären gehörte er in der Folge zu den punktbesten Stürmern und Leistungsträgern. Neben den persönlichen Ergebnissen, konnte er mit seinem neuen Team ebenfalls Erfolge feiern. So erreichte er mit den Berlinern 1997 und 1999 den zweiten Platz beim IIHF Continental Cup sowie 1999 den dritten Platz in der European Hockey League. Es folgte ein Engagement beim Ligakonkurrenten Frankfurt Lions in der Saison 2002/03 sowie in den Spielzeiten 2003/04 und 2004/05 beim HC Ajoie in der zweithöchsten Schweizer Eishockeyliga, der Nationalliga B. Im Sommer 2005 beendete Fortier seine aktive Eishockeykarriere im Alter von 39 Jahren.

### Als Trainer
Nachdem Fortier seine Eishockeykarriere beendet hatte, entschied er sich als Trainer zu arbeiten. Bereits Ende Mai 2005 stand er bei den CRS Express de Saint-Georges aus der kanadischen Profiliga Ligue Nord-Américaine de Hockey hinter der Bande.

## Erfolge und Auszeichnungen
- 1987 Trophée Jean Béliveau
- 1987 QMJHL First All-Star Team
- 1996 Spengler-Cup-Gewinn mit dem Team Canada

## Karrierestatistik
(Legende zur Spielerstatistik: Sp oder GP = absolvierte Spiele; T oder G = erzielte Tore; V oder A = erzielte Assists; Pkt oder Pts = erzielte Scorerpunkte; SM oder PIM = erhaltene Strafminuten; +/− = Plus/Minus-Bilanz; PP = erzielte Überzahltore; SH = erzielte Unterzahltore; GW = erzielte Siegtore; 1 Play-downs/Relegation; Kursiv: Statistik nicht vollständig)